# Phyllophaga catemacoana
Phyllophaga catemacoana är en skalbaggsart som beskrevs av Moron 2003. Phyllophaga catemacoana ingår i släktet Phyllophaga och familjen Melolonthidae. Inga underarter finns listade i Catalogue of Life.